# 프리마 발레리나 압솔루타

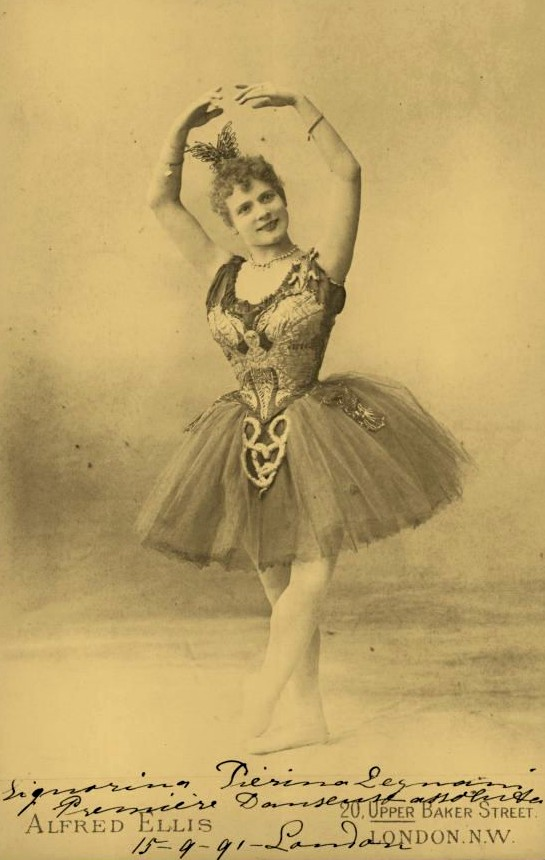
피에리나 레냐니

프리마 발레리나 압솔루타(Prima ballerina assoluta)는 세계를 대표하는 여성 발레리나를 가리킨다. 흔히들 발레를 하는 사람들을 ‘발레리나(ballerina)’라고 부르는데, 사실 발레리나라는 용어는 혼자 솔리스트로 춤을 출 때에만 붙어질 수 있는 것이다. 발레단을 대표하는 주요 무용수가 발레리나이다. 반면 프리마 발레리나(prima-ballerina)는 국가를 대표하는 발레리나를 이르는 말이다.

## 같이 보기
- 발레 무용수